# Godsavsöndring
Godsavsöndring (även kallat abalienation) var när den svenska staten förlorade kontrollen över och inkomsterna från jordegendomar. 
Detta skedde antingen genom att staten genom försäljning av jord, så kallade frälseköp, omsatte mark i reda pengar eller genom förläning av jord belönade någon. 

## Frälseköp
Vid ett frälseköp köpte en enskild adelsman eller bergsman (bergsfrälse) mot kontant betalning kronojord eller skattejord. Härigenom fick staten en engångsinkomst, men miste både jorden och skatterna, eftersom frälsejord inte beskattades.
Frälseköpen började 1622 i mindre skala under Gustav II Adolfs regeringstid. Frälseköpen fick större betydelse efter regeringens beslut 1638.

### 1655 års reduktionsbeslut
Enligt 1655 års reduktionsbeslut skulle alla frälseköp inom så kallade "omistliga orter" återgå mot lösen. Hade fastigheten kommit i enskild hand utan betalning skulle den indragas utan lösen.

### Karl XI:s reduktion
Karl XI:s reduktion var mycket strängare. Den omfattade alla frälseköp även de som skett före Gustaf II Adolfs död. Alla köp granskades kritiskt. Hade köpeskilling erlagts med för lågt belopp eller hade godset köpts för löner och ofruktbart kapital så indrogs fastigheten. På dessa och andra grunder återkallades en mängd gods till kronan, som även fick lösenrätt i de fall fastigheten inte kunde konfiskeras. Denna lösningsrätt upphävdes 1723.

## Förläningar
Förläningar kunde också reduceras.